# IC 4390
IC 4390 — компактная вытянутая спиральная галактика типа SBbc в созвездии Центавр.
Этот объект входит в число перечисленных в оригинальной редакции «Нового общего каталога».